# 증언 (1974년 영화)
"증언"(證言)은 1974년에 개봉한 대한민국의 영화이다.

## 캐스팅
- 김창숙
- 신일용
- 박지훈
- 김요훈
- 윤영주
- 박암
- 주증녀
- 황해
- 주선태
- 황정순
- 윤인자
- 이순재
- 최불암
- 문오장
- 최길호
- 백일섭
- 윤일봉
- 방수일
- 최성호
- 이해룡
- 안길원
- 임해림
- 김웅
- 최창호
- 강민호
- 박성재
- 윤영길
- 김남일
- 김기범
- 윤일주
- 김수천
- 주상호
- 최준
- 박종선
- 박광진
- 임예심
- 최재호
- 박기택
- 김우석
- 권오상
- 김홍규
- 이강조
- 최형근
- 임동춘
- 우수근
- 지방열
- 지용남
- 김지영
- 김승남
- 석인수
- 박일
- 김진규 (특별출연)
- 엄앵란 (특별출연)